# Il filo meraviglioso di Lodovico Clo'
Il filo meraviglioso di Lodovico Clo' è il primo romanzo di Riccardo Bacchelli, apparso nel 1911. Giovanilmente pessimistico e sessualmente audace, suscitò scandali e scalpori, ma si guadagnò gli elogi di Benedetto Croce.